# 1969 en chimie
Cet article présente les faits marquants de l'année 1969 en chimie.

## Évènements
- 2ème Olympiades Internationales de Chimie, organisées à Katowice en Pologne du 16 juin au 20 juin[1].
- 1er novembre : Dorothy Crowfoot Hodgkin publie la structure tridimensionnelle de l'insuline[2].
- 17 décembre : fondation du Centre de recherche sur les ions lourds (GSI, Gesellschaft für Schwerionenforschung mbH), à Darmstadt en Allemagne[3].

## Prix
- Prix Nobel de chimie : Derek Harold Richard Barton et Odd Hassel pour leur contribution au développement du concept de conformation et son application en chimie[4].
- Prix Procter & Gamble : Terrell L. Hill[5]
- Prix Anselme-Payen : Stanley Mason[6]
- Médaille Garvan-Olin : Sofia Simmonds[7]
- Prix Ernest-Guenther : John Cornforth[8]
- ACS Award in Pure Chemistry : Roald Hoffmann[9]
- Prix Irving-Langmuir : Charles P. Slichter[10]
- Médaille Priestley :  Kenneth S. Pitzer[11],[12],[13]
- Médaille Leverhulme : Hans Kronberger[14]
- Médaille Davy : Frederick Dainton en reconnaissance de son travail remarquable sur les mécanismes des réactions chimiques[15],[16].
- Claude S. Hudson Award in Carbohydrate Chemistry : John K. Netherton Jones[17]
- Médaille William-H.-Nichols : Marshall Nirenberg[18]

## Décès
- 26 juillet : Walter Reppe (né en 1892), chimiste allemand.
- 5 août[19] : Charles Dufraisse (né en 1885), chimiste français.
- 8 décembre[20] : Fritz Arndt (né en 1885), chimiste allemand.
- 28 décembre : Rudolf Hauschka (né en 1891), chimiste fondateur du laboratoire et entreprise pharmaceutique et cosmétique Wala.